# Dresserus aethiopicus
Dresserus aethiopicus is een spinnensoort uit de familie van de fluweelspinnen (Eresidae).
De wetenschappelijke naam van de soort werd in 1909 gepubliceerd door Eugène Simon.